# اداره (فصل ۹)
فصل نهم و پایانی مجموعه کمدی تلویزیونی آمریکایی اداره نخست در ۲۰ سپتامبر ۲۰۱۲ در ان‌بی‌سی پخش شد و در ۱۶ مه ۲۰۱۳ با ۲۵ قسمت به پایان رسید. اداره اقتباسی آمریکایی از مجموعه کمدی بریتانیایی به همین نام است و در قالبی مستندنما ارائه می‌شود زندگی روزمره کارمندان اداره‌ای را در شرکت ساختگی داندر میفلین در اسکرانتون، پنسیلوانیا به تصویر می‌کشد. فصل نهم اداره پنجشنبه‌ها ساعت ۹:۰۰ بعد از ظهر (شرقی) در ایالات متحده، به عنوان بخشی از «شب کمدی درست انجام شد» پخش می‌شد. در این فصل بازیگرانی چون رین ویلسون، جان کرازینسکی، جینا فیشر و اد هلمز به عنوان نقش اصلی و بازیگرانی مانند کاترین تیت، لسلی دیوید بیکر، برایان بومگارتنر، کرید برتن، کلارک دوک، کیت فلانری، میندی کالینگ، الی کمپر، آنجلا کینزی، جیک لیسی، پل لیبرشتاین، بی جی جی نواک، اسکار نونز، کریگ رابینسون و فیلیس اسمیت نقش‌های مکمل را ایفا می‌کنند. این دومین فصل است که استیو کرل به عنوان شخصیت اصلی مایکل اسکات نقش ایفا نمی‌کند، اگرچه او برای یک حضور کوتاه در قسمت پایانی برگشت.
به دنبال افت رتبه از سال قبل، فصل نهم اداره توانست حدود ۴ میلیون بیننده را در هر قسمت تثبیت کند. با این وجود، بیش از ۵٫۶۹ میلیون بیننده قسمت پایانی سریال را تماشا کردند و آن را به بالاترین امتیاز در یک قسمت در این فصل تبدیل کرد. این فصل به عنوان نود و چهارمین سریال تلویزیونی پربیننده در طول سال تلویزیونی ۲۰۱۲–۱۳ رتبه‌بندی شد و نسبت به فصل قبل در رتبه‌بندی کاهش یافت. انتقادات نسبتاً مثبت بود. اگرچه برخی از منتقدان جنبه‌های خاصی مانند افشای گروه فیلم‌برداری درون مجموعه ای را مورد توجه قرار دادند، اما بسیاری معتقدند که این یک پیشرفت نسبت به فصل پیش است. دیگران از روشی که مجموعه توانست در کمانهای داستانی خود را با موفقیت جمع کند، ستودند. «قسمت پایانی» در شصت و پنجمین جوایز امی ساعات پربیننده برای سه جایزه نامزد شد و برای بهترین ویرایش تصویر تک دوربین برای یک سریال کمدی برنده شد.

## تولید
فصل نهم و پانی این مجموعه توسط رویل پروداکشنز و دیدل-دی پروداکشنز با همکاری یونیورسال تله‌ویژن ساخته شده‌است. این سریال براساس مجموعه کمدی بریتانیایی به همین نام ساخته شده‌است که توسط ریکی جرویز و استیون مرچنت برای بی‌بی‌سی ساخته شده‌است. علاوه بر این، این دو تهیه‌کننده اجرایی مجموعه نیز هستند. در ۱۱ مه ۲۰۱۲، ان‌بی‌سی اداره را برای فصل نهم تمدید کرد. گرگ دنیلز ، سازنده سریال، به عنوان شورانر این فصل بازگشت. دنیلز اظهار داشت که این فصل آرک داستانی بیشتری نشان می‌دهد و او گفت: «من به شما می‌گویم که در چند سال گذشته، من فکر نمی‌کنم ما کارهای بزرگی از نوع آرک-مانند و آنچه در ابتدا بود انجام دادیم. فکر می‌کنم کاری که ما می‌خواهیم انجام دهیم بازگرداندن تعداد زیادی آرک داستانی است.» برنت فارستر که از فصل سوم به عنوان تهیه‌کننده و نویسنده مشاور فعالیت می‌کرد، در کنار نویسنده سریال‌های جدید دن استرلینگ به تهیه‌کننده اجرایی ارتقا یافت.
در اصل، این فصل قرار بود شامل ۲۴ قسمت باشد، به این معنی که این سریال در کل دقیقاً دارای ۲۰۰ قسمت باشد. با این حال، قسمت آخر سریال به ۲ قسمت جداگانه تقسیم شد و در نتیجه «قسمت پایانی» - که قبلاً به عنوان یک قسمت یک ساعت اعلام شده بود - قسمت‌های ۲۴ و ۲۵ این فصل بود. این بدان معنی بود که آخرین قسمت «پایان» قسمت ۲۰۱ سریال است. در ۱۹ مارس ۲۰۱۳، وبگاه طرفداران اداره در چنج اورگ یک بیانیه برای «گسترش» قسمت پایانی آغاز کردند. انگیزه این کارزار با بیانیه‌ای بود که توسط دانیلز بیان شد، و در آن او اشاره کرد که او به استودیو التماس می‌کند تا قسمت طولانی تری را پخش کند. در ۲ مه ۲۰۱۳ دادخواست ۲۰٬۰۰۰ امضا جمع کرد. در ۷ مه، ان‌بی‌سی اعلام کرد که پایان سریال تمدید می‌شود و در یک زمان کوتاه ۷۵ دقیقه ای پخش می‌شود. گذشته نگر یک ساعته سریال قبل از پایان یک ساعته سریال در ۱۶ مه پخش شد.